# Selidosema
Selidosema är ett släkte av fjärilar som beskrevs av Jacob Hübner 1823. Selidosema ingår i familjen mätare.

## Bildgalleri

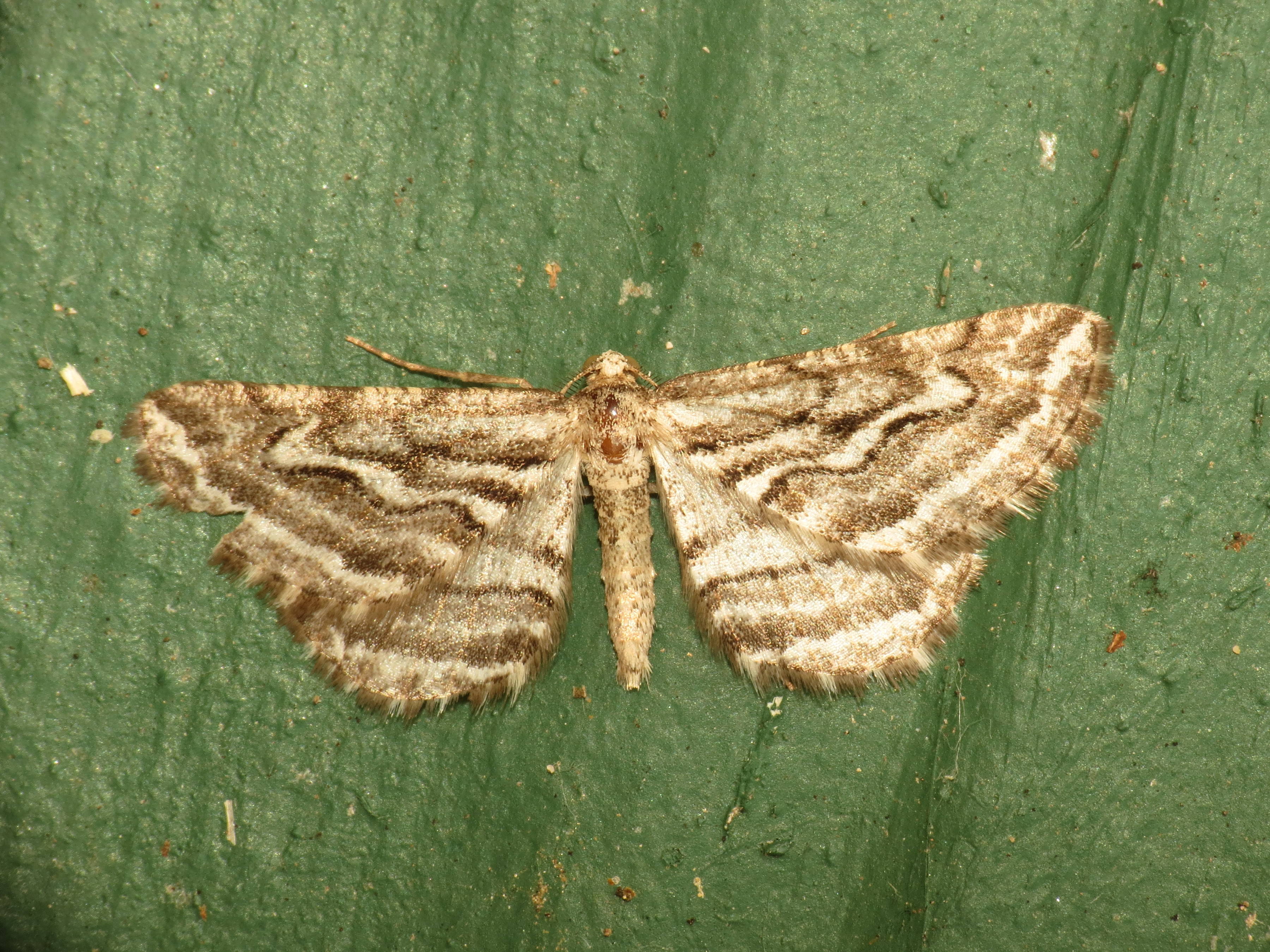
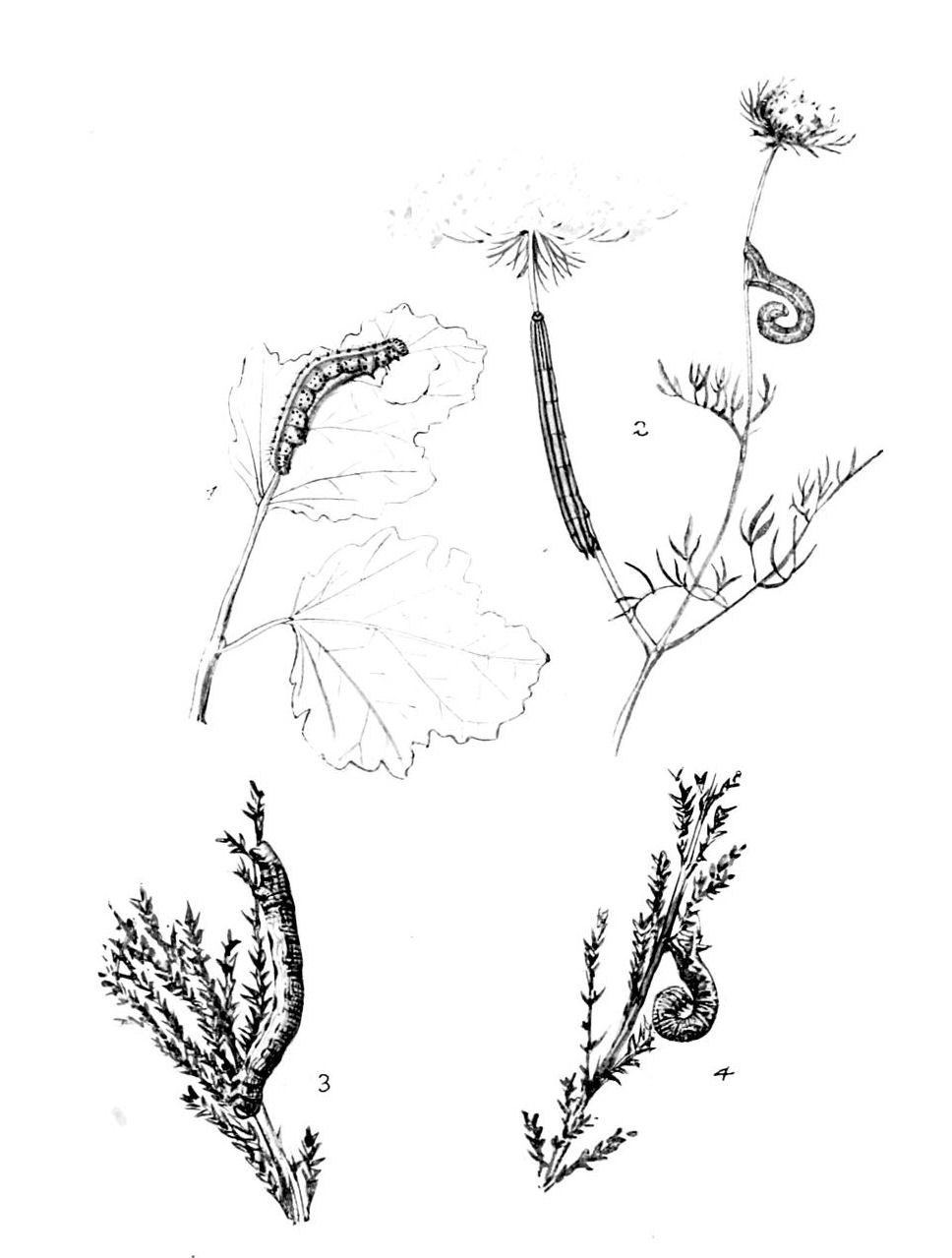
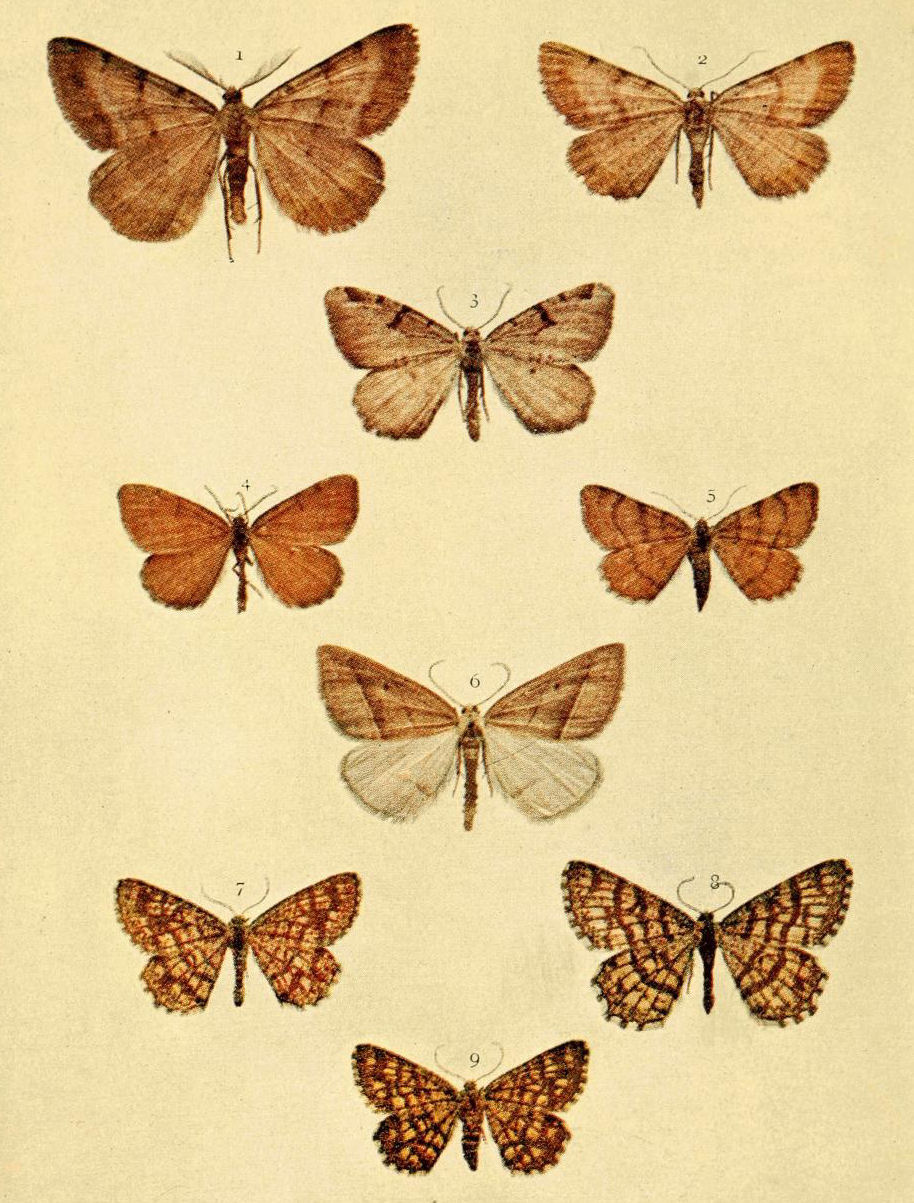
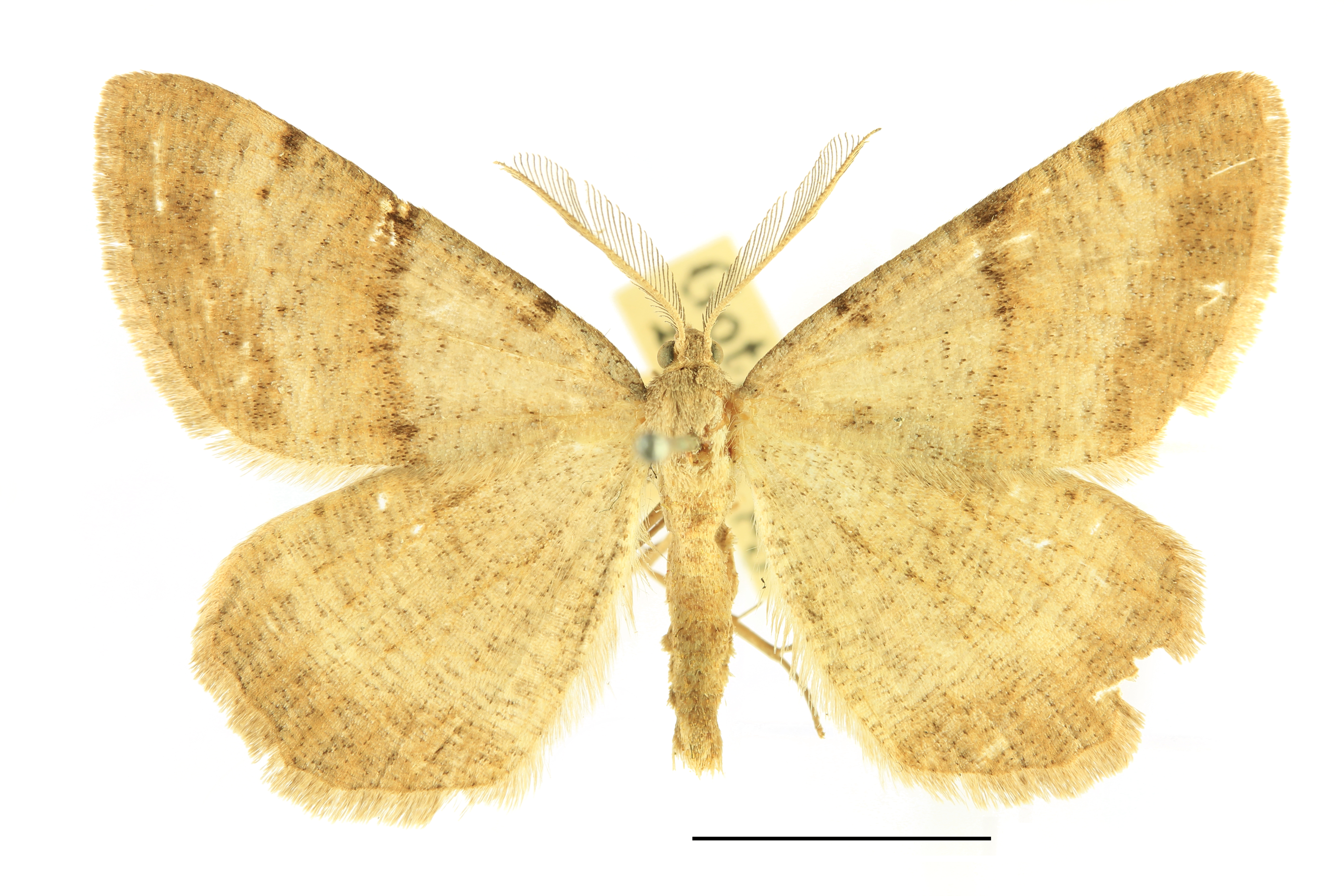
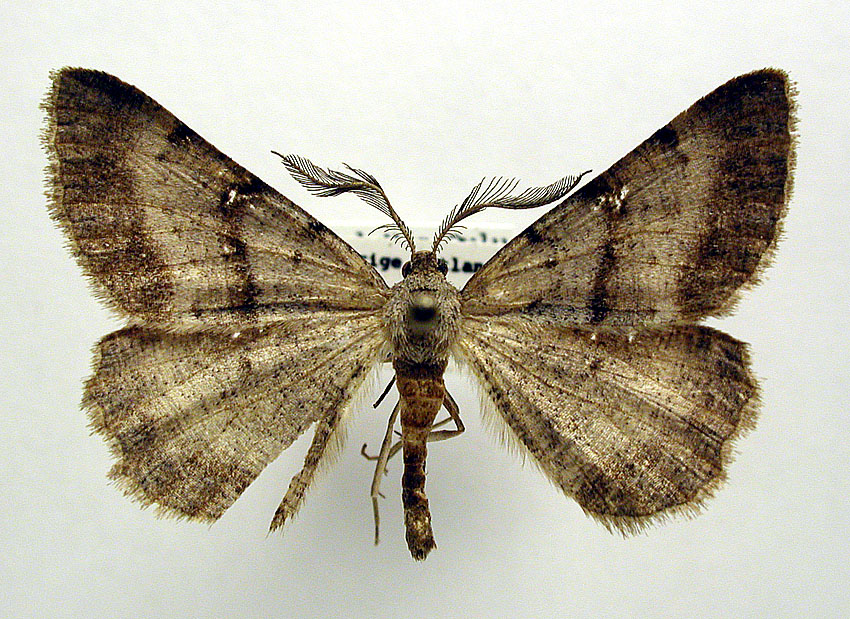

## Dottertaxa tillSelidosema, i alfabetisk ordning[1][2]
- Selidosema acutipennaria
- Selidosema amani
- Selidosema ambustaria
- Selidosema aragonensis
- Selidosema atraria
- Selidosema bellaria
- Selidosema brunnearia
- Selidosema combustaria
- Selidosema demarginata
- Selidosema depuncta
- Selidosema deumbrata
- Selidosema diagramma
- Selidosema dilucescens
- Selidosema duponcheliaria
- Selidosema ericetaria
- Selidosema extensaria
- Selidosema fumosa
- Selidosema herbuloti
- Selidosema intermediafumosa
- Selidosema limbata
- Selidosema mauretania
- Selidosema modestaria
- Selidosema obscura
- Selidosema oelandica
- Selidosema oliveirata
- Selidosema pallidaria
- Selidosema picturata
- Selidosema plumaria
- Selidosema pyrenaearia
- Selidosema scandinaviaria
- Selidosema semivirgata
- Selidosema subfimbriata
- Selidosema syriacaria
- Selidosema taeniolaria
- Selidosema tamsi
- Selidosema tyronensis
- Selidosema vespertaria